# Dannelbourg
Dannelbourg é uma comuna francesa na região administrativa de Grande Leste, no departamento de Mosela. Estende-se por uma área de 2,95 km². Em 2010 a comuna tinha 515 habitantes (densidade: 174,6 hab./km²).